# (8022) Scottcrossfield
(8022) Scottcrossfield ist ein Asteroid des inneren Hauptgürtels, der am 10. November 1990 vom tschechischen Astronomen Antonín Mrkos am Kleť-Observatorium (IAU-Code 046) in Südböhmen entdeckt wurde.
Der Himmelskörper wurde am 7. Februar 2012 nach dem ehemaligen US-amerikanischen Testpiloten Albert Scott Crossfield (1921–2006) benannt, der 14 Flüge im X-15-Programm absolvierte und am 20. November 1953 mit einer Douglas D-558-II Skyrocket als erster Mensch die doppelte Schallgeschwindigkeit erreichte.